# Segundo en español
Segundo en Español fue el séptimo álbum compilatorio del cantante Salvatore Adamo, que seguía las características de Los Éxitos de Adamo en Español. Incluyó canciones que marcaron los inicios de la década de los '70 e incluso se mantuvieron en la radio durante años (hasta nuestros días). Este fenómeno sucedió con canciones anteriores. De este álbum, la canción más conocida fue "La Historia de un Clavo" que rompía con la tradición de hacer canciones de amor o de sentimientos encontrados de Adamo.

## Lista de canciones

### Lado A
1. "El Arroyo de Mi Infancia"
2. "Y Sobre el Mar"
3. "Historia del Clavo"
4. "F...Femenina"
5. "Se Combate en Cualquier Lugar"

### Lado B
1. "Hay Tantos Sueños"
2. "Vals De Verano"
3. "El Amor Se Te Parece"
4. "Un Año Hará"
5. "Como las Rosas"
6. "Como Siempre"

- Datos: Q6123889